# Matteus Apelles von Löwenstern
Matteus Apelles von Löwenstern, född 1594. Död 1648. Minister i Breslau. Psalmförfattare representerad i danska Psalmebog for Kirke og Hjem samt i Svenska Missionsförbundets sångbok.

## Psalmer
- Gud, som ditt folk med evig nåd bekröner nr 369 i Svenska Missionsförbundets sångbok 1920 under rubriken "Bönesånger".